# Błyskotek żółtopłetwy
Błyskotek żółtopłetwy (Foerschichthys flavipinnis) – gatunek małej ryby z rodziny Nothobranchiidae. Osiąga 3,5 cm długości (2,5 cm bez płetwy ogonowej).

## Występowanie
Afryka Zachodnia, południowo-wschodnia Ghana, południowe Togo, południowy Benin i południowo-zachodnia Nigeria po deltę rzeki Niger. Preferuje wody o temperaturze 23 – 28 °C.